# Wielka Loża Francji
Wielka Loża Francji (fr. Grande Loge de France) – jedna z trzech największych (obok Wielkiego Wschodu Francji i Wielkiej Loży Narodowej Francuskiej) obediencji masońskich we Francji. W 2008 r. liczyła około 28000 masonów, skupionych w 780 lożach we Francji i poza jej granicami.
Została założona w 1894 r., jednakże uważa się za kontynuatorkę obediencji o tej samej nazwie, która istniała w latach 1738-1773. Od 2009 r. jej Wielkim Mistrzem jest Alain-Noël Dubart.
Inicjuje jedynie mężczyzn. Używa niemal wyłącznie Rytu Szkockiego Dawnego i Uznanego. Pracuje "na chwałę Wielkiego Architekta Wszechświata", którego określa jako "zasadę twórczą" (fr. principe créateur), pozostawiając jednocześnie swoim członkom swobodę interpretacji tego terminu. Należy do Konfederacji Wielkich Lóż Zjednoczonych Europy, grupującej tradycyjne obediencje symboliczne, nieuznawane przez Wielką Zjednoczoną Lożę Anglii.
Wydaje ogólnodostępny kwartalnik "Points de Vue Initiatiques" i przeznaczony do użytku wewnętrznego miesięcznik "Le Journal de la Grande Loge de France".
W lutym 1940 r. w Paryżu ukonstytuowała się pod zwierzchnictwem Wielkiej Loży Francji polska loża Kopernik nawiązująca do warszawskiego "Kopernika" loża o tej samej nazwie.
W loży Puszkin należącej do Wielkiej Loży Francji inicjowany był Waldemar Gniadek, Wielki Mistrz Wielkiego Wschodu Polski w latach 2007-2010.